# Cal·lípolis (Calàbria)
Cal·lípolis (en llatí Callipolis, en grec antic Καλλίπολις) era una ciutat del sud d'Itàlia a la regió històrica de Calàbria, al golf de Tàrent, a menys de 100 km de Tàrent.
Dionís d'Halicarnàs diu que la van fundar els lacedemonis dirigits per un tal Leucip, amb el consentiment i l'assistència dels tarentins que tenien ja abans un petit establiment al lloc. Plini el Vell diu que en el seu temps es deia Anxa ("Callipolis quae nunc est Anxa"), però sembla que mai va perdre la seva denominació grega.
Actualment es diu Gallipoli.